# Narin
Narin je naselje v Občini Pivka.